# Tugendbund
Der  Tugendbund – die Gesellschaft zur Uebung oeffentlicher Tugenden – war ein Verein, der sich im Frühjahr 1808 unter dem Eindruck der verheerenden Niederlage Preußens im Krieg mit Frankreich und dem drückenden Frieden von Tilsit in Königsberg i. Pr. bildete. Er war der Keim der Preußischen Reformen und der Befreiungskriege.

## Geschichte

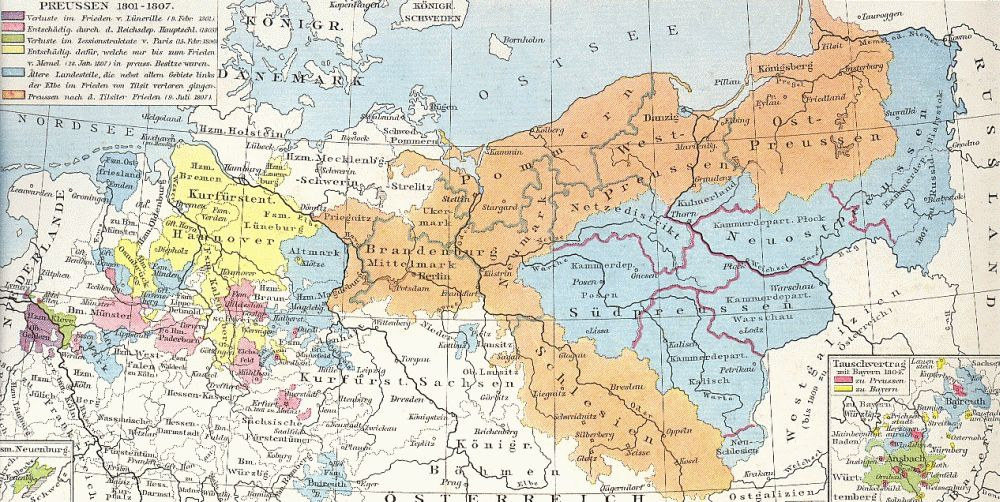
Gebietsverluste Preußens 1801–1807

Auf Betreiben von Hans Friedrich Gottlieb Lehmann, Rektor der Kneiphöfischen Stadtschule, und Friedrich Wilhelm Mosqua gründeten Karl Alexander von Bardeleben, Ludwig von Baczko und Wilhelm Traugott Krug den „Sittlich-wissenschaftlichen Verein“. Von Friedrich Wilhelm III. am 30. Juni 1808 genehmigt, verfolgte der Verein die Ziele,
1. die durch das Unglück verzweifelten Gemüter wieder aufzurichten,
2. physisches und moralisches Elend zu lindern,
3. für volkstümliche Jugenderziehung zu sorgen,
4. die Reorganisation des Heeres zu betreiben und
5. Patriotismus und Anhänglichkeit an die Dynastie allenthalben zu pflegen.

Diesen offenen Bestrebungen lag die geheime Absicht zugrunde, die französische Herrschaft zu bekämpfen. In Schlesien und in Pommern fand die Idee Anklang, weniger in der Mark Brandenburg, am wenigsten in Berlin.
Weitere Faktoren wirkten einer größeren Ausbreitung des Vereins entgegen. Viele ängstliche Vorsteher von Zivil- und Militärbehörden verboten ihren Untergebenen den Beitritt. Anderen erschienen die Statuten zu weit aussehend und unpraktisch; am meisten schadete dem Verein aber der Umstand, dass Preußen sich nicht schon 1809 der Erhebung Österreichs anschloss, und dass die Schillsche Unternehmung, die mit Unrecht dem Tugendbund aufgebürdet wurde, misslang.
Die Zahl der Teilnehmer belief sich auf 300 bis 400. Unter ihnen waren Hermann von Boyen, Wilhelm von Dörnberg, Job von Witzleben, Karl von Grolman, Werner von Haxthausen, Friedrich von Ribbentrop, Alexander Wilhelm von der Goltz, Johann Philipp von Ladenberg, Friedrich Eichhorn, Johann Kaspar Friedrich Manso. Hingegen gehörten Hauptträger der ganzen Idee wie Heinrich Friedrich Karl vom und zum Stein, Barthold Georg Niebuhr, August Neidhardt von Gneisenau und Gerhard von Scharnhorst nie zum Verein.
Am 31. Dezember 1809 dekretierte Friedrich Wilhelm III. auf Drängen von Napoleon Bonaparte durch eine Kabinettsorder die Auflösung des Vereins. Später wurde der Tugendbund von der Reaktion (Politik) in Preußen wegen Beförderung der Demagogie verdächtigt.
Nach der Schlacht an der Beresina und der Konvention von Tauroggen unterstützten besonders ehemalige Mitglieder des Tugendbunds den Aufbau der Ostpreußischen Landwehr als Auftakt der Befreiungskriege.

## Zweige
Der Tugendbund war in Kammern gegliedert.

### Ostpreußen
- Königsberg, Hauptkammer
- Braunsberg
- Stallupönen
- Fischhausen
- Hohenstein
- Memel

### Pommern
- Dramburg
- Stargard
- Kolberg
- Naugard
- Stolp
- Stettin

### Mark Brandenburg
- Frankfurt (Oder)
- Berlin

### Schlesien
- Brieg
- Neisse
- Breslau
- Liegnitz
- Hirschberg
- Landeshut
- Schmiedeberg
- Glogau
- Tarnowitz